# Indigofera dillwynioides
Indigofera dillwynioides là một loài thực vật có hoa trong họ Đậu. Loài này được Harv. miêu tả khoa học đầu tiên.